# Olibanum

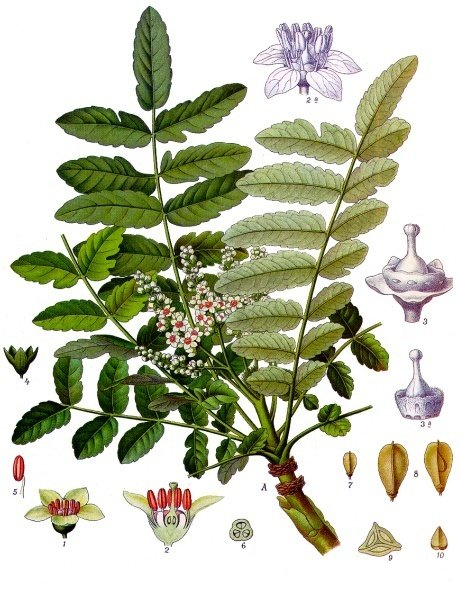
Olibanum (bron: Koehler, 1887)

Olibanum is een welriekende hars afkomstig van de wierookboom Boswellia.
Olibanumhars is een van de oudste wierookharsen die er bestaan. Het is tevens een van de meest algemene en wordt al zeker meer dan 3000 jaar als wierook gebruikt.
Het woord olibanum is mogelijk afgeleid van het Arabische al-lubán dat de melk betekent; een mogelijke verwijzing naar het melkachtige sap dat uit de Boswelliaboom drupt na het maken van inkepingen. Een andere mogelijkheid is dat het een samentrekking is voor olie van Libanon; olibanum werd vanuit Libanon aan Europese handelaars verkocht.
De boomhars heeft lange tijd gezorgd voor een grote welvaart in Zuid-Arabië. Dit gebied werd om die reden Arabia Felix, het gelukkige Arabië, genoemd. Tot in de 20e eeuw was de Arabische wierook even kostbaar als goud. In vroeger tijden, ruim voor de jaartelling, werd het per karavaan of per schip tot aan India en het Middellandse Zeegebied vervoerd en verhandeld.

## Soorten
De Afrikaanse en Arabische wierook is als regel afkomstig van de Boswellia sacra of de Boswellia carterii. Deze komt heden veel voor in Somalië en Zuidoost-Arabië. De Indische wierook wordt voornamelijk geleverd door de Boswellia serrata, een kleine boom in de dorre bergstreken van noordoostelijk India.
Andere Boswelliasoorten zijn: B. papyrifera, B. thurifera, B. frereana, B. odorata, B. neglecta, B. dalzielli en B. bhaudajaima.

## Winning

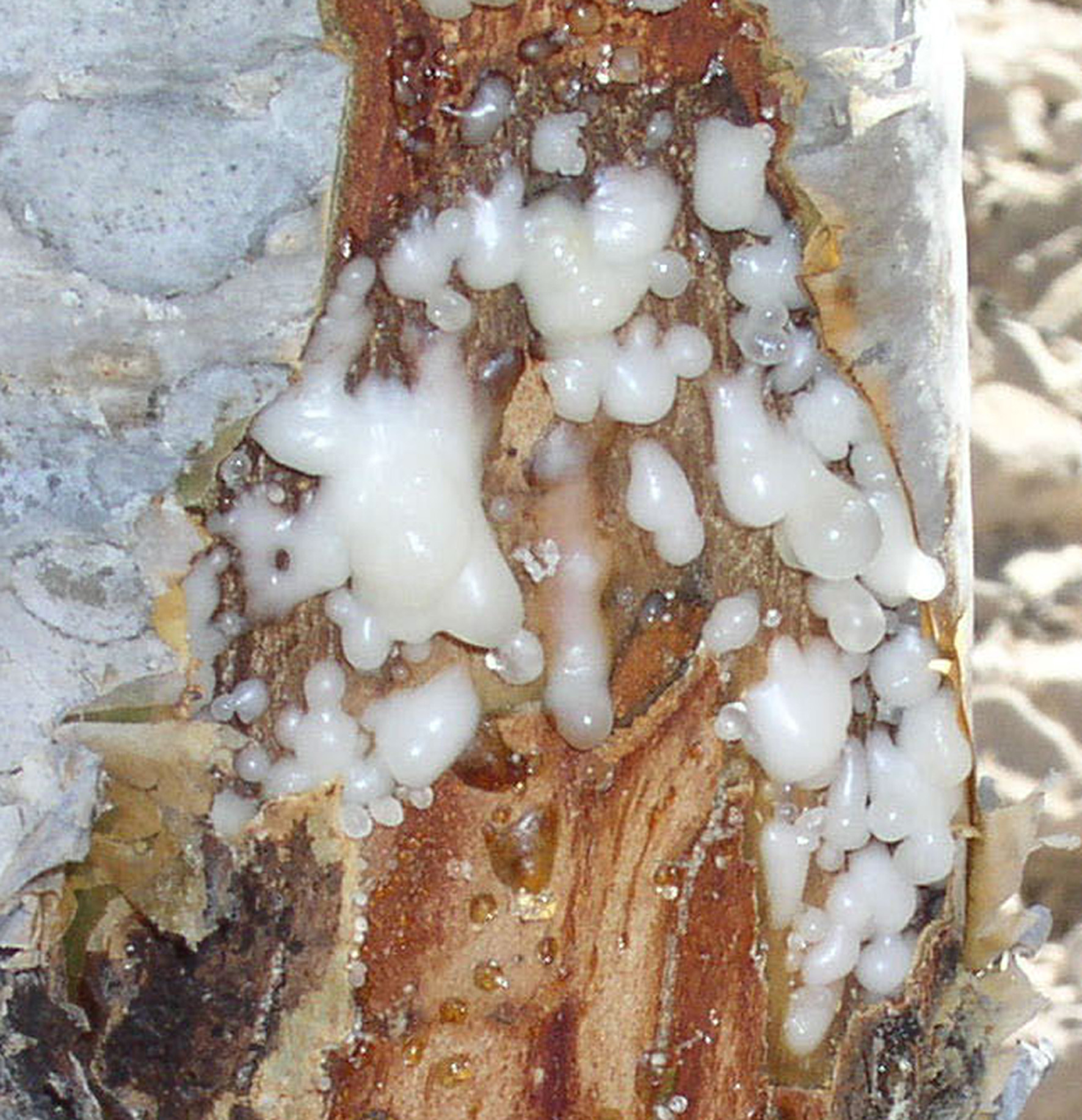
Gedroogde harsdruppels

Een boom van circa drie tot vier jaar oud wordt ingesneden. Dit houdt in dat een klein deel van de boomstam van zijn schors wordt ontdaan. Op die plaats vormt hars zich als witte druppels. De druppels verharden tot kristallen en worden met een mes van de boomwond geschraapt en verzameld. Dit is de meest zuivere wierook. Een mindere kwaliteit wordt gevormd door van de grond verzamelde hars.
Stoomdestillatie van de hars geeft een lichtgele olie met een peperachtige geur.

## Olibanum en gezondheid
Olibanum wordt als alternatieve geneeswijze onder andere gebruikt bij slijmvliesontsteking, blaasontsteking, aambeien, onregelmatige menstruatie, zweren, bloedingen, bloedneus, het reinigen van wonden, verkoudheid, griep, astma, bronchitis, littekens, snijwonden, puistjes, angst, depressiviteit, nerveuze spanningen, ontstekingen, pijnlijke borsten, vette onreine huid en rimpels.
Door de westerse geneeskunde wordt dit gebruik als kwakzalverij aangemerkt. Het inademen van veel wierook is waarschijnlijk slecht voor de longen.